# Charles Lemonnier
 (mars 2025).
Les informations dans cet article sont mal organisées, redondantes, ou il existe des sections bien trop longues. Structurez-le ou soumettez des propositions en page de discussion.
Avec le temps, il arrive que le contenu présent dans un article devienne désordonné. Il est souvent nécessaire de réorganiser l'article de fond en comble.
- Il faut tout d’abord répartir le contenu de l'article en plusieurs sections. Les informations doivent ensuite être exposées clairement et le plus synthétiquement possible, regroupées par sujet afin d'éviter les doublons. Quelqu'un cherchant une information précise doit pouvoir la trouver rapidement en lisant la section appropriée.
- À l'intérieur de chaque section, le texte, souvent initialement sous la forme de phrases éparses, doit être regroupé dans des paragraphes de quelques lignes, en assurant un enchaînement logique et une cohérence entre les phrases.
- Lorsque l'article ou l'une de ses sections développe trop longuement un point qui n'est pas dans le cœur du sujet traité, il convient de faire une synthèse et de transférer l'ancien contenu dans des articles plus appropriés (en cas de transfert, il faut impérativement respecter la procédure Aide:Scission).

Si vous pensez que ces points ont été résolus, vous pouvez retirer ce bandeau et améliorer le plan d'un autre article.
Pour les articles homonymes, voir Lemonnier.
Charles Lemonnier, né le 17 novembre 1806 à Beauvais et mort le 3 décembre 1891 à Paris, est un journaliste et philosophe français.
L’un des derniers saint-simoniens et l’un des plus ardents défenseurs en Europe des idées de paix et de liberté, sa vie présente, outre le rôle assez important qu’il a joué, le spectacle d’une évolution intellectuelle et morale qui a été celle de beaucoup de ses contemporains.

## Biographie
Lemonnier était étudiant en droit, lorsqu’il connut le saint-simonisme. Il ne parait pas avoir été en relations personnelles avec Saint-Simon lui-même, qui mourut dès 1825, mais il subit l’influence de l’école, surtout aux cours de la rue Taranne ; il en fut l’adepte passionné au moment où arrivaient les adhésions de personnages tels qu’Hippolyte Carnot, Michel Chevalier, Henri Fournel, Charles Duveyrier, Paulin Talabot, etc. Le 22 aout 1831, il épouse, à Sorèze, l’éducatrice féministe Élisa Grimailh, saint-simonienne elle aussi, rencontrée dans les salons de François Ferlus, directeur du collège de Sorèze.
Pendant leurs fiançailles, Élisa et Lemonnier avaient été amenés à réfléchir à la question du mariage. D’accord avec Jacques Rességuier, qui était le chef de l’enseignement saint-simonien à Toulouse, Lemonnier a fait, dans les premiers jours du mois d’aout 1831, une conférence publique sur l’Avenir de la femme. Cette conférence, dont plusieurs passages sont dus à la plume d’Élisa, a été reproduite dans une petite brochure qui, concluant en faveur du mariage tempéré par le divorce, a été un objet de discorde supplémentaire dans le collège saint-simonien, où l’on commençait à élaborer secrètement la fameuse doctrine morale de Prosper Enfantin : le saint-simonisme se donnant pour mission spéciale de réhabiliter la chair, pour déterminer les relations des sexes, Enfantin affirmait avoir identifié trois caractères distincts dans la nature : les constants, les mobiles et les calmes ou ceux qui étaient en même temps mobiles et constants. Les constants réaliseraient le mariage exclusif, les mobiles s’engageraient successivement dans un certain nombre de mariages momentanés, et les calmes qui étaient en même temps constants et mobiles joindraient à un mariage permanent une série d’unions et d’affections secondaires. De ces trois natures, la plus noble est en même temps la plus riche et la plus complexe. En somme, il introduisait la polygamie. Le plus grand adversaire d’Enfantin sur le terrain de la morale comme sur celui de la religion était Saint-Amand Bazard, qui concevait, au contraire, le mariage comme devant être fondé sur l’amour exclusif et perpétuel, où la femme devait occuper une place plus large et jouir de plus d’initiation et de liberté, en admettant cependant le divorce comme palliatif d’une erreur.
Quelque précaution que prit Bouffard, ami de la famille Grimailh, qui s’était chargé de communiquer ces théories aux nouveaux époux, dont on désirait connaitre la première impression, Élisa, dès qu’elle a eu compris, a répondu par un cri d’indignation : « Cette doctrine, dit-elle, est une immoralité monstrueuse. » Pourtant, au moment de la crise qui a divisé les disciples de Saint-Simon, Lemonnier ne se rangea pas du côté de Saint-Amand Bazard. Comme beaucoup de jeunes gens, il fut entrainé par Prosper Enfantin, qui était pour eux non pas un professeur, mais un prêtre, un apôtre alors qu’Élisa prenait le parti de Bazard. L’attitude de cette dernière envers la doctrine morale d’Enfantin, est demeurée toute sa vie l’expression invariable de sa pensée, point sur lequel elle n’a jamais transigé, l’âge et l’expérience n’ayant fait que fortifier ses convictions sur ce point. Lemonnier a donc quitté sa femme pour se retirer avec lui à Ménilmontant, porté l’uniforme de la secte, donné au peuple l’exemple du travail manuel, collaboré aux feuilles populaires que l’on publiait chaque semaine, écrit une brochure, les Saint-Simoniens, contribué à la publication des procès de ses amis en cours d’assises et en police correctionnelle, en 1832. Cette même année et l’année précédente, il a été en mission à Toulouse. En 1833, il a même fait partie de la mission partie à la recherche de « la Mère », la femme-messie que les saint-simoniens attendaient pour guider leurs pas, qu’ils ont cherchée à Genève, et même en Égypte.
La comparution d’Enfantin et ses disciples, le 27 septembre 1832, devant la cour d’assises, sous l’inculpation d’attentat à la morale et d’association illégale, ayant abouti à une peine d’un an d’emprisonnement et cent francs d’amende pour Enfantin, Charles Duveyrier, et Michel Chevalier ayant précipité l’agonie de l’école saint-simonienne, Lemonnier est rentré dans le monde, a repris et terminé ses études de droit et obtenu son doctorat, pour devenir avocat au barreau de Bordeaux. Fidèles aux convictions qui les avaient menés au saint-simonisme, sa femme et lui avaient sacrifié la meilleure partie de leur petit patrimoine dont ils avaient pu disposer, environ 50 000 francs, à la propagande des idées nouvelles. Après avoir perdu un premier enfant, ils en ont eu un second. Lemonnier plaida neuf ou dix ans à Bordeaux.

Ayant rédigé un ouvrage devenu classique sur les assurances maritimes, il se préparait au professorat, lorsqu’il fut appelé, en 1845, à organiser le service du contentieux de la Compagnie du Nord. Suivant, en cela, le plus grand nombre des saint-simoniens, dont le nom a été associé aux plus grandes entreprises industrielles et financières de leur temps, il est devenu chef du contentieux au Crédit mobilier. Loin de se cantonner à ses nouvelles occupations, il n’a toutefois cessé de s’intéresser aux idées générales. En 1851, il a fondé La Revue philosophique et religieuse. Préoccupé par ce qu’il appelait l’anarchie de son temps, il aimait à répéter que 

« la morale est inséparable du dogme, ou, pour mieux dire, de la science générale. L’homme n’est pas composé de deux éléments distincts et séparés. Il est impossible d’agir sur ses sentiments sans agir en même temps sur son intelligence. En un mot, pour mettre fin aux vieilles querelles dogmatiques, il ne suffit pas de nier les vieux dogmes, il faut les remplacer, car, on l’a dit cent fois et cent fois il faut le redire, on ne détruit réellement que ce que l’on remplace. »

Cherchant les éléments de son dogme nouveau chez Saint-Simon, il a écrit, dans l’introduction aux Œuvres choisies, au sujet de celui-ci : « Il n’est à nos yeux ni un révélateur, ni un inspiré ; il est l’homme qui a produit la conception la plus générale à laquelle l’humanité soit parvenue. Ce grand génie a essayé de généraliser à la fois l’industrie, la science et la morale dans la conception la plus haute à laquelle le genre humain puisse s’élever. » Malgré cette admiration, il répétait qu’il exprimait ses propres idées, car il a longtemps ignoré les écrits les plus importants de Saint-Simon. En 1857, il écrit dans l’introduction citée « Il y a huit mois, nous ne le connaissions pas nous-mêmes ; les manuscrits inédits que nous publions, les deux volumes, et la plupart des brochures politiques que nous réimprimons, étaient pour nous lettre close, car le « collège » conservait soigneusement ces œuvres et ne les révélait qu’à de rares initiés.
Sans avoir été son disciple direct, il doit pourtant de nombreuses idées à Saint-Simon. Il lui doit d’abord la vive préoccupation des questions sociales « Toutes les institutions sociales, répétait-il à sa suite, doivent avoir pour but l’amélioration du sort moral, intellectuel et physique de la classe la plus nombreuse et la plus pauvre. » Comme Saint-Simon, il estimait que cette amélioration était impossible sans une réforme de l’instruction. Il n’a cessé de poursuivre cette réforme et sa femme, Élisa, a été la dévouée fondatrice des écoles professionnelles de jeunes filles qui portent son nom.
Avec Saint-Simon, Lemonnier se croyait en possession de la vraie méthode philosophique, lorsqu’il avait énoncé la fameuse triade, Vie, Esprit, Chair, que chacun de ces trois termes était mis en rapport avec l’Art, la Science, l’Industrie, puis l’Art avec la Religion, la Science avec le Dogme et l’Industrie avec le Culte. Il lui empruntait aussi l’idée de la paix universelle « La politique extérieure de Saint-Simon, dit-il, est tout entière dans le respect des nationalités, dans l’alliance directe des nations les plus avancées, dans la constitution par les nations devenues libres et maitresses d’elles-mêmes d’un tribunal amphictyonique européen, congrès permanent qui jugerait les contestations internationales et sanctionnerait par la force l’exécution de ses volontés souveraines. » il n’a jamais eu d’autre programme, il l’a seulement justifié à l’aide d’une autre philosophie.
En même temps qu’il s’est inspiré du saint-simonisme, Lemonnier a essayé de le critiquer et de le compléter. Il lui a reproché en particulier de n’avoir pas poussé à fond la réfutation du déisme, d’avoir permis par les équivoques de son langage le retour de beaucoup aux vieux dogmes, enfin de n’avoir pas philosophiquement fondé la morale individuelle. Dans ce travail personnel, il aboutit d’abord à une sorte de panthéisme vague qui restait assez fidèle à la lettre même du saint-simonisme. Comme la Revue n’avait pas de credo dogmatique, elle était ouverte à toutes les opinions. C’est dans ses colonnes que Charles Renouvier a fait connaitre pour la première fois son criticisme ; il y a publié notamment son Uchronie. Ainsi mis en contact avec les esprits les plus divers, Lemonnier a été conduit à élargir ses propres idées. Ayant commencé par avoir des polémiques avec Renouvier au sujet de la personnalité divine et de la liberté humaine, il a fini par une adhésion assez explicite au kantisme et par une philosophie de l’autonomie morale.
Appartenant au parti républicain, il prit une part active, pendant tout le Second Empire, à la lutte soutenue par la fraction la plus avancée de ce parti, trouvant dans le kantisme la meilleure justification à la contradiction entre cet extérieur démocratique et les enseignements de Prosper Enfantin. C’est surtout dans le journal Le Phare de la Loire qu’il a pris part, essentiellement comme théoricien, aux débats politiques. Une thèse lancée par ce journal politique absorba tout à coup la plus grande partie de la pensée et de son activité.
En 1867, E. Mangin ayant émis, dans Le Phare de la Loire, l’idée de fonder une Ligue de la paix et de la liberté, l’ancien disciple de Saint-Simon converti aux idées de Kant, dont il a traduit l’Essai sur la paix perpétuelle, s’est fait l’apôtre le plus ardent de cette proposition. Grâce à une propagande à laquelle il a pris la plus large part, le premier Congrès de la paix et de la liberté s’est réuni à Genève, le 9 septembre 1867 et choisi pour président le général Garibaldi. Lui et ses collaborateurs avaient obtenu en peu de mois soixante mille adhésions parmi lesquelles celles de Victor Hugo, Quinet, Louis Blanc, H. Carnot, Jules Favre, Pelletan, Simon de Trèves, Mittermaier, É. Reclus, Littré, Stuart Mill, Ch. Dollfus, Scheurer-Kestner. La Ligue fondée, celle-ci dicta à ses membres les devoirs suivants, à la rédaction desquels avait travaillé Lemonnier : « éclairer et former l’opinion publique sur la véritable nature du gouvernement, exécuteur de la volonté nationale, et sur les moyens d’éteindre l’ignorance et les préjugés qui entretiennent les chances de guerre ; préparer par de constants efforts la substitution du système des milices nationales à celui des armées permanentes ; faire mettre à l’ordre du jour de tous les pays la situation des classes laborieuses et déshéritées, afin que le bien-être individuel et général vienne consolider la liberté politique des citoyens. »

Lemonnier s’est efforcé de donner à la Ligue un organe les États-Unis d’Europe, mais le journal, imprimé d’abord à Rome, puis a Genève, a été interdit en France. Celui qui avait été la cheville ouvrière du premier congrès ne cessa dès lors de travailler au développement de la Ligue. Jusqu’à sa vieillesse, il a pris part à ses congrès sur lesquels il a eu une grande influence, dans la mesure où le programme de la Ligue s’est modifié en même temps que son idée. C’est ainsi qu’elle vota à Lausanne, en 1869, la décision suivante 

« Le seul moyen de fonder la paix en Europe est la formation d’une fédération de peuples sous le nom d’États-Unis d’Europe le gouvernement de cette union doit être républicain et fédératif, c’est-à-dire reposer sur le principe de la souveraineté du peuple et respecter l’autonomie et l’indépendance de chacun des membres de la confédération ; aucun peuple ne pourra entrer dans la confédération européenne, s’il n’a déjà le plein exercice du suffrage universel, du droit de consentir et de refuser l’impôt, du droit de paix et de guerre, du droit de ratifier et de conclure les traités de commerce et les alliances politiques, du droit de perfectionner lui-même sa constitution. »

En 1871, il a introduit la question sociale dans le programme de la Ligue en réclamant l’extension à tous de la propriété et l’établissement d’un système complet d’éducation et d’instruction laïque et gratuite au moyen d’un impôt sur le revenu. C’est grâce à Lemonnier que la Ligue a perdu de son intransigeance absolue, qui a compris, grâce aux objections de François Pillon dans la Critique philosophique pour préparer dans les esprits cette fédération républicaine promettant l’organisation de la paix, l’arbitrage international est le seul moyen de sortir de ce cercle vicieux, il s’est mis propager l’idée de l’arbitrage, après l’avoir assez fortement dédaignée.
Ayant consacré toute sa vie à la cause de la paix et de la liberté, Lemonnier a rédigé, peu de jours avant sa mort, alors qu’il était à bout de forces, des articles pour Les États-Unis d’Europe, qui n’ont paru qu’après sa mort, témoignage d’une activité qui n’a jamais connu le repos.
À l'occasion du centenaire de Charles Lemonnier célébré en 1907 par un comité présidé par Julie Toussaint, secrétaire générale de la Société pour l'Enseignement professionnel des Femmes fondée par Élisa Lemonnier, « Mlle Julie Toussaint [se rappelle] de vieux souvenirs, et, en termes émus, [dit] quelle a été l'influence de Mme Lemonnier sur son mari. Elle s'occupa, en effet, de choses utiles ; elle créa une société pour l'enseignement professionnel des femmes. Voyant les résultats obtenus par sa compagne, Lemonnier tourna son idéal vers les réalités et conçut une organisation pacifique ».

## Publications
- Commentaire sur les principales polices d’assurance maritime usitées en France (Paris, Bordeaux, Marseille, Le Havre, Nantes, Rouen, Dunkerque, Bayonne), Paris, Videcoq père et fils, 1843, 2 vol., C-367, 677 p.lire en ligne sur Gallica
- Église de Toulouse ; Enseignement de l’Athénée. - Avenir de la femme, Toulouse , A. Hénault, 1831, 18 p.Avant-titre : « Religion saint-simonienne ».lire en ligne sur Gallica
- Élisa Lemonnier, fondatrice de la Société pour l’enseignement professionnel des femmes, Saint-Germain : impr. de L. Toinon, 1866, in-8°, 46 p. lire en ligne sur Gallica
- Les États-Unis d’Europe, Paris, Librairie de la Bibliothèque démocratique, 1872, lire en ligne sur Gallica
- Événements d’hier, ordonnance de M. de Montalivet religion saint-simonienne, Paris, Éverat, 1832, 2 p. lire en ligne sur Gallica
- Formule d’un traité d’arbitrage entre nations. Mémoire présenté à la Ligue internationale de la paix et de la liberté, Paris, G. Fischbacher, 1878, 28 p.lire en ligne sur Gallica
- Lettre à MM. les président et membres de la conférence internationale de Bruxelles, Paris, Cusset, 1875, 10 p.lire en ligne sur GallicaAu sujet d’un traité d’arbitrage émanant de la Ligue internationale de la paix et de la liberté.
- La Question sociale. Rapport présenté au congrès de Lausanne, le 27 septembre 1871, Paris, J. Cherbuliez, 1871, 1 vol. 35 p. lire en ligne sur Gallica
- Rapport présenté au congrès tenu à Lausanne, le 14 septembre 1869, par Ch. Lemonnier, sur cette question « déterminer les bases d’une organisation fédérale de l’Europe », Paris, Librairie des sciences sociales, 1869, 24 p. lire en ligne sur Gallica
- Religion saint-simonienne. Avenir des partis, Paris, Éverat, imprimeur, 1832, 2 p. lire en ligne sur Gallica
- La Vérité sur le congrès de Genève, Berne ; Genève, Vérésoff et Garrigues, 1867, 1 vol., 50 p. lire en ligne sur Gallica
- 1ère union de crédit mutuel, Paris, Ch. Barousse, 1864, 3 p.Indication en fin de texte : « A Paris, le 21 avril 1864 ».
- À bord du bateau du Canal du Languedoc, le 5 mai 1832, Castres, Vidal ainé, 1832, 4 p.Avant-titre : « Religion saint-simonienne ».
- Commentaire sur les principales polices d’assurance maritime usitées en France (Paris, Bordeaux, Marseille, Le Havre, Nantes, Rouen, Dunkerque, Bayonne), Paris, Videcoq père et fils, [S. d.], 4 p.
- Élisa Lemonnier, fondatrice de la Société pour l’enseignement professionnel des femmes, Paris, Cusset et Cie, 1874, 50 p.
- Les États-Unis d’Europe, Houilles, Manucius, 2011, 1 vol. 152 p.Bibliogr. des œuvres de Charles Lemonnier, p. 137-141.
- Présent et avenir, brochure politique, Toulouse, M. Escudier, 1834, 1 vol., 57 p.
- Religion saint-simonienne. Evènemens d’hier. Ordonnance de M. de Montalivet, Paris, Everat, 1832, in-8°, 2 p.
- Religion saint-simonienne. La Tribune, ode à Louvel, Paris, Éverat, [s. d.], in-8°, 2 p.
- Religion saint-simonienne. Le Jardin des Tuileries, Paris, Éverat, 1832, 2 p.
- Religion saint-simonienne. Quel but se proposent les Saint-simoniens, Paris, Éverat, [s. d.], in-8°, 4 p.
- Les Saint-simoniens !!!, Paris, Éverat, 1832, 4 p.
- Formule d’un traité d’arbitrage entre nations, 1878.
- Nécessité d’une juridiction internationale, 1881.
- Du principe de neutralité et de ses applications, 1882.

### Traductions
- Immanuel Kant, Essai philosophique sur la paix perpétuelle, Paris, Fischbacher, 1880, xv, 65 p., in-8°, (OCLC 603492984).